# كم رضوان
 كم رضوان  بضم الكاف والميم وكسر الراء والضاد، قرية صغيرة تقع أسفل هضبة ناصر « بهر ناصر »، تـتبع البلدة المركزية (خمير) ( بالفارسية: بخش مرکزی شهرستان خمير )، التابعة لمدينة خمير في محافظة هرمزگان في جنوب إيران. 
القرية مقسمة إلى قسمين، القسم الغربي يقع في بطن وادي رضوان، أما القسم الثاني فيقع على بهر هضبة رضوان من جهة الشرق. هذه القرية حتى عام 2004 للميلاد كانت تابعة لمدينة بستك، وبموجب التقسيمات الإدارية الأخيرة لمحافظة هرمزگان، الحقت بمدينة خمير والتي تقع على ساحل الخليج العربي. وتقع هذه القرية في شرقي قرية پرپاتنگ بمسافة 15 كيلومتراً.

## حدود قرية كم رضوان
من الشمال: جبال لاور شيخ، ومن الجنوب هضبة « بهر رضوان »، ومن الغرب قرية پرپاتنگ وقرية جارون، ومن الشرق تنتهي بجبل.

## السكان
يبلغ عدد سكان هذه القرية حولي (100) نسمه من أهل السنة والجماعة وعلى المذهب الشافعي، يتكلمون الفارسية باللهجة المحلية، يمتهنون بمهنة تربية المواشي والأغنام والزراعة، والإفادة من أشجار الجبل وبيع الأعشاب الطبية الموجودة على سفح الجبل. ولهم مسجدين وبركتان لحفظ مياه الأمطار، وعين ماء في بطن الوادي عليه نخل. في مدخل القرية من الجهة الشرقية من الوادي هناك آثار لمغارة تسمى بمغارة شمد لاوري. القرية بها المرافق العامة كالماء، والكهرباء، والهاتف.

## وصلات خارجية
- كوخرد حاضرة إسلامية على ضفاف نهر مهران
- التقسيمات الادارية لمحافظة هرمزگان